# 富士市立広見小学校
富士市立広見小学校（ふじしりつ ひろみしょうがっこう、英: Hiromi Elementary School, Fuji City）は、静岡県富士市広見本町にある公立小学校。卒業後は、主に岳陽中学校へ進学する。

## 通学区域
- 広見町１.２.３.４（県営住宅）.５.６.７.８.９、百合ケ丘、桜ヶ丘町、美原町、若松町２、久保町、三ッ倉南町、石坂町１.２.３.４、源太坂、伝法町２(４－１組)[1]

## 指定避難所
- 広見町１～９、石坂町１～４、久保町、若松町２

## 学校周辺
- 広見公園
- 広見保育園
- 認定こども園 わかば幼稚園
- 愛と希望の保育園
- 広見児童館[2]

## アクセス
- 産労住宅前（最寄りのバス停）から約180ｍ

## 概要
小中一貫教育目標
- 一生懸命　がんばる

重点目標
- やってみよう　やりぬこう

校舎
- 北校舎と南校舎の二棟に分かれている。北校舎は4階建て、南校舎は3階建てで、音楽室と理科室がそれぞれの校舎にある[3]。

校歌
- 作詞:大岡信、作曲:湯浅譲二

## 歴史
- 1962年から1965年（昭和37年から40年）にかけて、静岡県が吉原住宅団地（現・広見団地）を造成。その後、民間企業による宅地開発が進み、周辺地域の人口が増加した[4]。
- 1963年（昭和38年）、吉原団地の建設が始まって以来、地域では小学校の新設を求める声が高まっていた。吉原小学校や今泉小学校、大淵第一小学校に分かれて通学していたが、児童数の急増により特別教室を普通教室として使用する状況となり、受け入れが困難になっていた。また、通学距離が長く、バス通学を余儀なくされる児童も多かったことから、地域の要望を受けて広見小学校の建設が決定された。
- 1971年（昭和46年）4月、広見小学校が開校[5]初年度の児童数は954人（男子487人、女子467人）。しかし、校舎の完成は5月31日だったため、2年生から6年生は吉原小学校で授業を受け、1年生は広見小学校の運動場に建てた仮校舎で2か月間授業を行った。6月から全学年が広見小学校にそろい、本格的な学校生活がスタートした。
- 校舎は広見町の勤労青少年会館前の約1万7,623平方メートルの敷地に、総工費2億3,000万円をかけて建設。鉄筋コンクリート4階建てで、普通教室30室、特別教室3室（音楽室、工作室、理科室）、給食室、職員室などを備えている。敷地は3段階に分かれた地形であるため、校舎を中央に配置し、運動場との間に橋をかけるなどの工夫が施された。
- 当初は校舎のみが完成していたが、その後、体育館やプールなどの施設が整備された。